# Hypsoblennius jenkinsi
Hypsoblennius jenkinsi és una espècie de peix de la família dels blènnids i de l'ordre dels perciformes.

## Morfologia
- Els mascles poden assolir 13 cm de longitud total.[1][2]

## Reproducció
És ovípar.

## Hàbitat
És un peix marí de clima subtropical que viu fins als 21 m de fondària.

## Distribució geogràfica
Es troba des del sud de Califòrnia (Estats Units) fins a Puerto Márquez (Mèxic), incloent-hi el Golf de Califòrnia.